# Палюдаріум

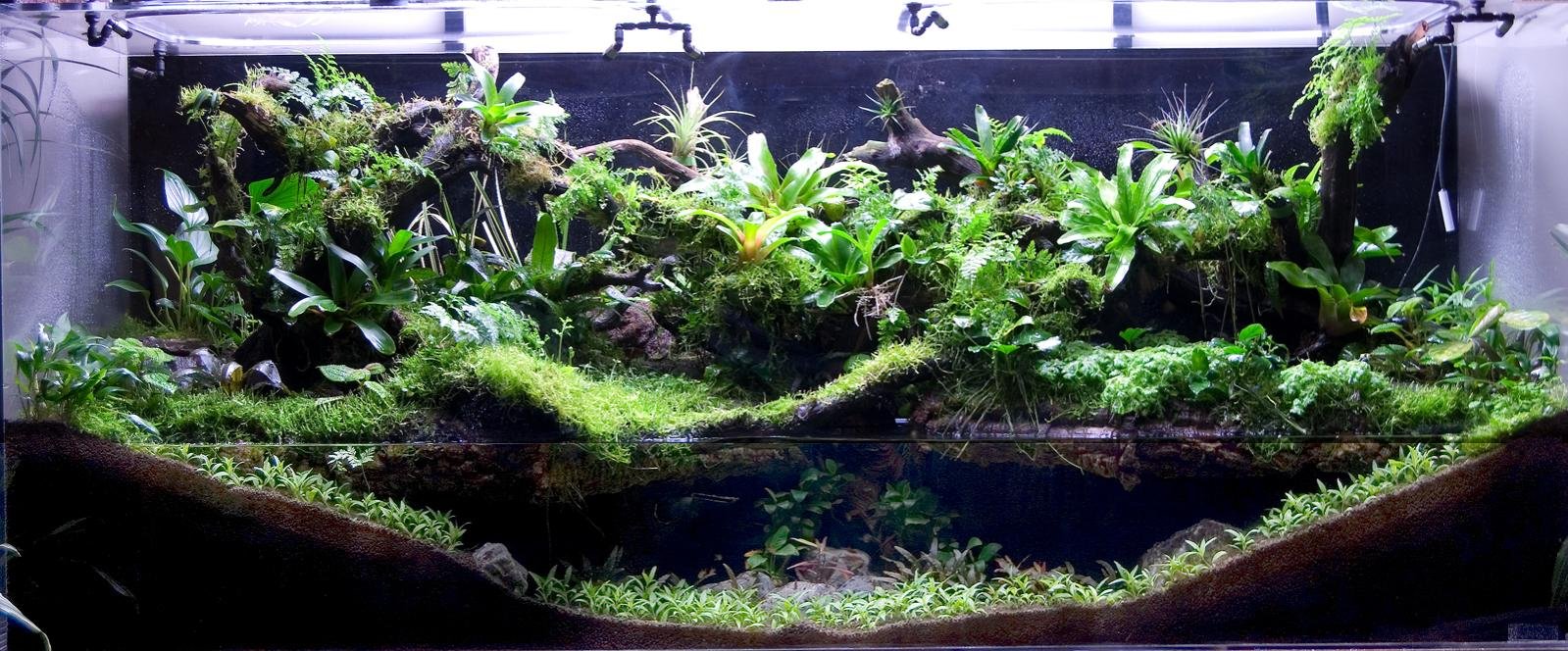
Палюдариум

Палюдаріум (лат. palus — болото) — прозорий резервуар зі штучно створеним напівводним середовищем перебування для утримання водних, в тому числі болотних і прибережних рослин, які значно піднімаються над поверхнею води, а також тварин. Палюдаріум може одночасно мати ознаки акваріума та тераріума.
Слово палюдаріум походить від лат. Palus, яке означає болото, і -arium, яке відображає закриту тару.
У палюдаріумі необхідна система зрошення, або ручне обприскування рослин (2—3 рази на день), підтримання певної температури, наявність світлового обладнання. У закритому палюдаріумі потрібен обдув переднього скла для запобігання його запотівання.
Палюдаріуми можуть варіювати в розмірах від невеликих, де легко відображаються окремі екосистеми до досить великих, для утримання цілих дерев. Яскравим прикладом дуже великого палюдаріума є тропічний ліс у «Montreal Biodome».